# Клингхоффер, Ицхак
Ицхак Клингхоффер (ивр. יצחק קלינגהופר‎; также Ганс Клингхоффер; род. 17 февраля 1905 года, Галиция — 31 января 1990 года, Израиль) — израильский политик, депутат кнессета 5-го, 6-го и 7-го созывов.

## Биография
Ицхак Клингхоффер родился в еврейской семье в Галиции. Когда ему было девять лет (1914 год) семья переехала в Вену. Окончил гимназию в Вене. После поступил в Венский университет, изучал политологию и юриспруденцию. В 1927 году получил звание доктора наук в области политических наук, а в 1930 году звание доктора юридических наук.
После присоединения Австрии к Германии переехал во Францию, а в 1940 году в Бразилию. В 1946-1948 годах служил научным помощником представителя США в Международной юридической комиссии в Рио-де-Жанейро.
В 1953 году репатриировался в Израиль. После приезда около года преподавал в Иерусалимском университете. В 1959—1961 годах являлся деканом юридического университета, в 1957-1968 годах доцент, в 1968-1974 годах профессор. Являлся председателем совета и правления иерусалимского филиала Либеральной партии.
В 1961 году стал одним из основателей Либеральной партии Израиля, от которой был избран в кнессет 5-го созыва. Работал в комиссии кнессета и законодательной комиссии.
После слияния Либеральной партии и движения «Херут» в блок «ГАХАЛ» был избран в кнессет 6-го созыва от нового блока. Вошел в состав комиссии кнессета, законодательной комиссии и подкомиссии по основным законам.
В 1969 году был избран в кнессет 7-го созыва, работал в законодательной комиссии и комиссии по иностранным делам и безопасности.
Умер в 1990 году.